# 董正宏
董正宏（1977年11月—），江苏阜宁人，汉族，中国共产党党员。中华人民共和国政治人物、第十三届全国人民代表大会解放军和武警部队代表。

## 生平
2018年，董正宏被选为解放军和武警部队出席第十三届全国人民代表大会代表。
装备学院信息装备系信息系统教研室主任、副教授。